# Lynn Boylan
Lynn Boylan (en irlandais : Lynn Ní Bhaoighealláin), née le 29 novembre 1976 à Dublin, est une femme politique irlandaise, membre du Sinn Féin.

## Biographie
Elle est élue au Parlement européen lors des élections de 2014 dans la circonscription de Dublin. Elle siège au sein de la Gauche unitaire européenne/Gauche verte nordique. Elle n'est pas réélue en 2019.
En mars 2020, elle est élue sénatrice comme représentante du panel de l'agriculture et prend ses fonctions le 29 juin suivant.
Le 8 juillet 2021, elle est candidate à l'élection législative partielle pour un siège de député dans la circonscription de Dublin Bay South. Elle termine en troisième position avec 15,8 % des voix dans un scrutin remporté par la travailliste Ivana Bacik.
Elle est de nouveau élue députée européenne en juin 2024. 
Le 24 février 2025, Lynn Boylan se voit interdire l'entrée en Israël par le ministère de l'Intérieur, ainsi qu'à Rima Hassan, autre députée européenne, lors d'une mission diplomatique de l'Union européenne à Jérusalem et à Ramallah, ce qui conduit à l'annulation du voyage.